# Свободная мысль (Московский кинофестиваль)
«Свободная мысль» — программа документального кино, проводимая в рамках Московского Международного кинофестиваля (ММКФ) с 2006 года. Кураторы программы — режиссёр Сергей Мирошниченко при участии продюсера и кинокритика Григория Либергала.
Дебютная программа получила высокую оценку киноведа Андрея Шемякина, не только выделившего в ней ряд больших и малых шедевров, от «Человека-гризли» Вернера Херцога до «Перед прилётом на землю» Арунаса Матялиса, но и указавшего на её концептуальную целостность: «Когда программу подбирают профессионалы, известные и уважаемые в мире, — то в ней прочитывается определенный замысел, если угодно, тоже своего рода послание. И его стоит прочитать». В 2010 году кинокритик Антон Костылев в журнале «Сеанс» отмечал, что «Свободная мысль» завоевала значительную популярность у зрителей и демонстрирует важнейшие ленты в мировом документальном кино (в частности, «Бухту» Луи Психойоса и «Океаны» Жака Перрена). «Традиционно одной из самых интересных и волнующих на ММКФ» называет программу обзор 2016 года.
С октября 2010 года на телеканале «Культура» на протяжении нескольких лет выходило ток-шоу «Смотрим. Обсуждаем» с показом фильмов программы «Свободная мысль» (ведущий Владимир Хотиненко). С 2011 года частью программы стал конкурс документальных фильмов с участием семи полнометражных документальных картин; победитель получает статуэтку «Серебряный Георгий» за лучший документальный фильм.

## История показов

### 2006 год
- «Аферист», Тронд Квист
- «Белфаст, штат Мэн», Фредерик Уайзмен
- «Бой», Барак Гудман
- «Дело только в ритме!», Томас Грубе и Энрике Санчес Ланш
- «Дракон в чистых водах», Нино Киртадзе
- «Кошмар Дарвина», Юбер Сопер
- «Перед прилётом на Землю», Арунас Матялис
- «Сёстры в законе», Ким Лонджинотто и Флоренс Айиси
- «Уши торчком, глаза по стойке смирно!», Канаан Брамли
- «Человек-гризли», Вернер Херцог

### 2007 год
- 4 стихии (4 Elements) (2006), Нидерланды, реж. Йиска Риккелс
- 49 лет (49 Up) (2005), Великобритания, реж. Майкл Аптед
- Багдад. Скорая помощь (Baghdad ER) (2006), США, реж. Джон Элперт, Мэттью О’Нилл
- Великое молчание (Grosse Stille, Die) (2005)Фильм. Ру рекомендует, Франция — Швейцария — Германия, реж. Филип Грёнинг
- Вы играете сегодня? (Spelar du ikvall?) (2006), Швеция, реж. Торбет Скёдт Дженсен, Ульф Питер Халльберг
- История людей на войне и в мире (Story of People in War & Peace, A) (2006), Армения, реж. Вардан Ховханисян
- Красный Элвис (Rote Elvis, Der) (2007), Германия, реж. Леопольд Грюн
- Кровь района Инчжоу (Yingzhou de haizi) (2006), Китай — США, реж. Руби Янг
- Монастырь (Monastery: Mr. Vig and the Nun, The) (2006), Дания, реж. Пернилле Роуз Гронкъер
- Мост (Bridge, The) (2006), Великобритания — США, реж. Эрик Стил
- Мы вместе (We Are Together (Thina Simunye)) (2007), Великобритания, реж. Пол Тэйлор
- Назови своё имя по буквам (Spell Your Name) (2006), Украина — США, реж. Сергей Буковский
- Производство недовольства (Manufacturing Dissent) (2007), Канада, реж. Рик Кейн, Дебби Мельник
- Товарищи по мечте (Comrades in Dreams) (2006), Германия, реж. Ули Гаульке

Впервые было проведено голосование зрительских симпатий, в котором победил фильм «Монастырь»

### 2008 год
- Операция «Возвращение», реж. Ричард Е. Роббинс, США
- Юные сердцем, реж. Стивен Волкер, Великобритания
- Не поймите меня превратно, реж. Адина Пинтилие, Румыния
- Глас: Портрет Филиппа в двенадцати частях, реж. Скотт Хикс, Австралия
- Такси на тёмную сторону, реж. Алекс Гибни, США
- Проголосуйте за меня, реж. Вэйдзюн Чен, Китай, Дания
- Моя дочь — террорист, реж. Беате Арнестад, Норвегия
- Адвокат террора, реж. Барбет Шрёдер, Франция
- Финт, реж. Хэнк Левайн, Марцела Машадо, Тоша Алвеш, Бразилия
- В руках богов, реж. Бен Тёрнер, Гейб Тернер, Великобритания
- Патти Смит: мечта жизни, реж. Стивен Себринг, США
- Марсела, реж. Хелена Тржештикова, Чехия
- Стандартная процедура, реж. Эррол Моррис, США
- После музыки, реж. Игорь Хейтцманн, Германия
- Бытие, реж. Марцин Кошалька, Польша
- После катастрофы, реж. Гонсало Арихон, Франция
- Первая суббота мая, реж. Брэд Хеннеген, Джон Хеннеген, США
- Секс. Революция, реж. Харт Перри, Ричард Лоу, США

В ходе зрительского голосования наибольший интерес вызвал фильм «Патти Смит: мечта жизни», реж. Стивен Себринг.

### 2009 год
Фильмы программы:
| №  | Фильм                                             | Оригинальное название                              | Режиссёр                      | Награды | Страна                |
| -- | ------------------------------------------------- | -------------------------------------------------- | ----------------------------- | ------- | --------------------- |
| 1  | Бастион греха                                     | Hochburg der Sunden                                | Лаутербах, Томас              |         | Германия              |
| 2  | Бирманский видео-репортёр                         | Burma VJ: Reporter i et lukket land                | Эстергорд, Андерс             |         | Дания                 |
| 3  | Встречи на краю света                             | Encounters at the End of the World                 | Вернер Херцог                 |         | Великобритания, · США |
| 4  | Гонзо: Страх и ненависть в Лас-Вегасе!            | Gonzo: The Life and Work of Dr. Hunter S. Thompson | Гибни, Алекс                  |         | США                   |
| 5  | Давайте делать деньги                             | Let’s Make Money                                   | Эрвин Вагенхофер              |         | Австрия               |
| 6  | До боли                                           | Do bolu                                            | Кошалка, Марцин               |         | Польша                |
| 7  | Жёсткие тётки                                     | Rough Aunties                                      | Ким Лонджинотто               |         | Великобритания        |
| 8  | Забвение                                          | El Olvido                                          | Хонигманн, Хедди              |         | Нидерланды            |
| 9  | Загнать молитвой черта в ад                       | Pray the Devil Back to Hell                        | Ретикер, Джини                |         | США                   |
| 10 | Избранный                                         | Unmistaken Child                                   | Барац, Нати                   |         | Израиль               |
| 11 | На 12 нот ниже                                    | 12 Toner ned                                       | Коэфод, Андреас               |         | Дания                 |
| 12 | Не выпускайте меня на свободу, я займусь этим сам | Ne me libèrez pas, je m’en charge                  | Годе, Фабьен                  |         | Франция               |
| 13 | Пицца в Освенциме                                 | Pizza in Auschwitz                                 | Циммерман, Моше               |         | Израиль               |
| 14 | Прокофьев: неоконченный дневник                   | Prokofiev: the Unfinished Diary                    | Фейгинберг, Иосиф             |         | Франция, · Канада     |
| 15 | Рене                                              | René                                               | Тржештикова, Гелена           |         | Чехия                 |
| 16 | Сергей-целитель                                   | Sergei Verenseisauttaja                            | Хавьер Эспада, Гайзка Уррести |         | Финляндия             |
| 17 | Снежный зверек                                    | Lumikko                                            | Юха Таскинен Петтери Саарио   |         | Финляндия             |
| 18 | Соль                                              | Salt                                               | Майкл Энгус Мюррей Фредерикс  |         | Австралия             |
| 19 | Тайсон                                            | Tyson                                              | Тобэк, Джеймс                 |         | США                   |
| 20 | Человек Большой реки                              | Big River Man                                      | Джон Марингин                 |         | Великобритания, · США |
| 21 | Человек на проволоке                              | Man on Wire                                        | Джеймс Марш                   |         | США, · Великобритания |
| 22 | Чёртовы понедельники и земляничные пироги         | Bloody Mondays & Strawberry Pies                   | Шрейбер, Коко                 |         | Нидерланды            |

По результатам зрительского голосования наибольший интерес вызвал фильм «Избранный» // Unmistaken Child израильского режиссёра Нати Барац. Второе место публика присудила картине легендарного немецкого кинорежиссёра Вернера Херцога «Встречи на краю света» («Encounters at the End of the World»). Ленте Джеймса Марша «Человек на проволоке» («Man on Wire») совместного производства США и Великобритании досталось третье место.

### 2010 год
| №  | Фильм                                   | Оригинальное название             | Режиссёр                               | Награды | Страна                                           |
| -- | --------------------------------------- | --------------------------------- | -------------------------------------- | --- | ------------------------------------------------ |
| 1  | Бухта                                   | The Cove                          | Луи Психойос                           | Премия «Оскар» за лучший полнометражный документальный фильм (2010). Приз публики Амстердамского кинофестиваля (2009). Приз публики документального фестиваля «Сильвердокс» (2009). Приз публики кинофестиваля в Санденсе (2009).   | США                                              |
| 2  | Согласные на все наводят порядок в мире | The Yes Men Fix the World         | Энди Бихльбаум Майк БонанноКурт Энгфер | Приз DOC U! Амстердамского кинофестиваля (2009). Приз зрительских симпатий программы «Панорама» Берлинского кинофестиваля(2009). | США                                              |
| 3  | Пианомания                              | Pianomania                        | Роберт Цибис, Лилиан Франк             | Приз на «Неделе критики» 62-го кинофестиваля в Локарно. | Германия, · Австрия                              |
| 4  | До востребования                        | Poste Restante                    | Марцель Лозинский                      | «Серебряный дракон» за лучшую режиссуру, приз ФИПРЕССИ на кинофестиваля в Кракове (2009). Приз Европейской киноакадемии за лучший короткометражный фильм (2009).                                                                    | Польша                                           |
| 5  | Химия                                   | Chemo                             | Павел Лозинский                        | Приз на фестивале документального кино в Лейпциге (2009); Приз за лучшую режиссуру на кинофестивале в Кракове (2009) «Приз Европа» за лучший документальный фильм (2009); Приз за лучшую режиссуру кинофестиваля «Один мир» (2010). | Польша                                           |
| 6  | Самый опасный человек в Америке         | The Most Dangerous Man in America | Джудит Эрлих, Рик Голдсмит             | Специальный приз жюри на кинофестивале документального кино в Амстердаме (2009) Номинация на «Оскар» за лучший документальный фильм (2010).                                                                                         | США                                              |
| 7  | Игрок                                   | The Player                        | Джон Аппель                            | Лучший голландский фильм на Международном фестивале документальных фильмов в Амстердаме (2009). | Нидерланды                                       |
| 8  | Мы живем на людях                       | We Live In Public                 | Онди Тимонер                           | Гран-при кинофестиваля в Санденсе (2009). | США                                              |
| 9  | Ещё один идеальный мир                  | Another Perfect World             | Фемке Волтинг, Йорин ван Нес           | Приз Международного фестиваля документального кино в Гуанчжоу. | Нидерланды                                       |
| 10 | Рестрепо                                | Restrepo                          | Тим Хетерингтон, Себастьян Юнгер       | Гран-при кинофестиваля в Санденсе (2010). | США                                              |
| 11 | Безумная жизнь                          | La vida loca                      | Кристиан Поведа                        | | Франция, · Испания, · Мексика                    |
| 12 | Незаконченный фильм                     | A Film Unfinished                 | Яэль Херсонски                         | Приз за лучший монтаж на кинофестивале в Санденсе (2010) | Израиль, · Германия                              |
| 13 | Женщина с пятью слонами                 | The Woman with the Five Elephants | Вадим Ендрейко                         | Премия швейцарской киноакадемии за лучший документальный фильм года (2010). Приз на кинофоруме «ВАКА» (2010). Приз кинофестиваля документальных фильмов в Лейпциге (2009).                                                          | Швейцария, · Германия                            |
| 14 | Танец:- Балет Парижской Оперы           | La Danse — The Paris Opera Ballet | Фредерик Уайзман                       | | Франция, · США                                   |
| 15 | ОКЕАНЫ                                  | OCEANS                            | Жак Перрен                             | | Франция, · Швейцария, · Испания, · Монако, · США |
| 16 | Последний сценарий                      | The Last Screenplay               | Хавьер Эспада, Гайзка Уррести          | Лучший фильм на Международном кинофестивале в Леоне; Специальный приз на фестивале в Напе; Специальное упоминание на Современном фестивале в Триестре; Специальное упоминание на Фестивале независимого кино Монпокс (Колумбия)     | Испания                                          |
| 17 | Снежный зверек                          | Lumikko                           | Мийя Терво                             | | Финляндия                                        |
| 18 | Железные вороны                         | Iron Crows                        | Бон Нам Пак                            | Приз за лучший среднеметражный фильм на фестивале в Амстердаме (2009). | Республика Корея                                 |
| 19 | Свалка                                  | Waste Land                        | Уокер, Люси                            | Приз зрительских симпатий на кинофестивале в Санденсе (2010). Приз Amnesty International и приз зрительских симпатий программы «Панорама» Берлинского кинофестиваля (2010).                                                         | Бразилия, · Великобритания                       |
| 20 | Последний поезд домой                   | Last Train Home                   | Лисинь Фань                            | Лучший полнометражный фильм Амстердамского кинофестиваля (2009). Участник официальной программы кинофестиваля в Санденсе (2010). | Канада, · Китай                                  |
| 21 | Крепость                                | фр. La forteresse                 | Фернан Мельгар фр. Fernand Melgar      | «Золотой леопард» кинофестиваля в Локарно (2008). Приз Амстердамского кинофестиваля (2009). Гран-при и особое упоминание Монреальского кинофестиваля (2009).                                                                        | Швейцария                                        |
| 22 | Бананы                                  | Bananas                           | Герттен, Фредрик                       | | Швейцария, · Нидерланды, · Испания               |
| 23 | От Арарата до Зиона                     | From Ararat To Zion               | Эдгар Багдасарян                       | | Армения                                          |

По результатам зрительского голосования приз симпатий получил фильм The Yes Men Fix the World

### 2011 год
Международное жюри в составе: режиссёр, председатель Гильдии режиссёров США Майкл Аптед (США); кинокритик, основатель Европейской документальной сети Туе Стин Мюллер (Дания); кинорежиссёр Александр Гутман (Россия) присудило приз за лучший документальный фильм 33 Московского Международного кинофестиваля фильму «В ад и обратно», режиссёр Данфунг Деннис.

#### Программа «Свободная мысль»
- Into Eternity // Навстречу вечности (Михаэль Мадсен, 75 мин., Дания)
- Countdown to Zero // Отсчёт до нуля (Люси Уокер, 91 мин., США)
- Position Among the Stars // Положение среди звезд (Леонард Ретель-Хельмрих, 109 мин., Нидерланды)
- Bobby Fischer Against the World // Бобби Фишер против всего мира (Лиз Гарбус, 93 мин., США)
- The Redemption of General Butt Naked // Искупление Голозадого Генерала (Даниэль Анастасьон, Эрик Штраусс, 84 мин., США)
- The Tiniest Place // Деревушка (Татьяна Уэсо Мексика, 100 мин., Мексика)
- Пина 3D (Pina) Вим Вендерс, 106 мин., Германия, Франция
- Катька (чеш. Katka) (2010) Хелена Тржештикова (чеш. Helena Třeštíková), 90 мин., Чехия
- Pink Saris // Розовые сари (Ким Лонджинотто, 96 мин., Великобритания, Индия)
- Phnom Penh Lullaby // Пномпеньская колыбельная (Павел Клоц, 98 мин., Польша)
- Erasing David // Стереть Дэвида (Дэвид Бонд, 80 мин., Великобритания)
- Force of Nature: The David Suzuki Movie // Сила природы (Стурла Гуннарссон, 93 мин., Канада)
- 12 Angry Lebanese // 12 разгневанных ливанцев (Зейна Даккаш, 78 мин., Ливан)
- The Greatest Movie Ever Sold // Величайший фильм из всех когда-либо проданных (Морган Спёрлок, 90 мин., США)

#### Конкурс документальных фильмов
| № | Фильм                        | Оригинальное название             | Режиссёр                                                          | Страна                   |
| - | ---------------------------- | --------------------------------- | ----------------------------------------------------------------- | ------------------------ |
| 1 | Чешский мир                  | чеш. Český mír                    | Филип Ремунда (чеш. Filip Remunda) и Вит Клусак (чеш. Vít Klusák) | Чехия                    |
| 2 | Вечерняя страна              | Abendland                         | Николаус Гейрхальтер                                              | Австрия                  |
| 3 | Рамин                        | Ramin                             | Аудрюс Стонис                                                     | Латвия · Грузия          |
| 4 | Марафонец                    | Marathon Boy                      | Джемма Атвал                                                      | Великобритания · Индия   |
| 5 | В ад и обратно               | Hell and back again               | Данфунг Деннис                                                    | США                      |
| 6 | Счастливые люди: Год в тайге | Happy People: A year in the Tayga | Дмитрий Васюков, Вернер Херцог                                    | Россия · Германия        |
| 7 | Сенна                        | Senna                             | Азиф Кападия                                                      | Великобритания · Франция |

#### Короткометражная программа документального кино
- The Declaration of Immortality // Декларация бессмертия (Марцин Кошалка, 29 мин., Польша)
- Strangers No More // Уже не чужие (Карен Гудман, Керк Саймон, 40 мин., США)
- Kiss Bill // Поцеловать Билла (Эмели Валлгрен, Ина Холмквист, 28 мин., Швеция)
- A Piece of Summer // Кусочек лета (Марта Минорович, 24 мин., Польша)

### 2012 год
Приз за лучший документальный фильм 34 Московского Международного кинофестиваля достался фильму «В поисках Шугармэна» (Searching for Sugar Man). В состав жюри входили Джон Альперт (США) — репортёр и режиссёр-документалист, Владимир Эйснер (Россия) — режиссёр-документалист, лауреат Государственной премии России в области литературы и искусства, Павел Павликовский — кинорежиссёр, работает в Великобритании и Франции.

#### Программа «Свободная мысль»
| №  | Фильм                                       | Оригинальное название                           | Режиссёр               | Награды | Страна                        |
| -- | ------------------------------------------- | ----------------------------------------------- | ---------------------- | --- | ----------------------------- |
| 1  | Жизнь в фотографиях                         | Life In Stills                                  | Тамар Таль             | Best Film Award and Best Editing Award DocAviv Int’l Documentary Film festival, Israel 2011 Talent Dove Award Dok Leipzig Int’l Film Festival, Germany 2011 Grand Prix — Best Film Bar International TV Festival, Montenegro 2011 Student Jury Award One World Documentary FF, Czech Republic 2012 Special Mention in DocuDays UA Kiev 2012 | Израиль                       |
| 2  | В бездну: повесть о жизни, повесть о смерти | Into The Abyss: A Tale of Death, a Tale of Life | Вернер Херцог          | British Film Institute Awards 2011 — Grierson Award; National Society of Film Critics Awards, USA — 3rd place; Torino International Festival of Young Cinema — Special Mention — Gandhi Glasses Award | США                           |
| 3  | Таблоид                                     | Tabloid                                         | Эррол Моррис           | Best Documentary — 2011 Detroit Film Critics Society Best Documentary — 2011 San Francisco Film Critics Circle | США                           |
| 4  | Аргентинский урок                           | Argentyńska lekcja                              | Войцех Старонь         | 51st Krakow Film Festival, Poland — Golden Horn, The Award of Polish Association of cinematographers; International Documentary and Animation Film Festival, Germany — Silver Dove; Documentary Film Festival Listapad, Belarus — Grand Prix; 2011 Guangzhou International Documentary Film Festival, China — Grand Prix; International Film Festival Dei Popoli — Award for the Best Director, Italy; International Film Festival of the Art of cinematography Plus Camerimage, Poland — Special Mention; Dokudays UA, Ukraine — Main Prize Docu/Life PLUS CAMERIMAGE, Poland, 2011 (Special Mention in the Short Documentary Films Competition)             | Польша                        |
| 5  | Потерянные земли                            | Lost Land                                       | Пьер-Ив Вандеверд      | Grand Prix at Jihlava IDFF Grand Prix for Best International Feature, Best Editing in an international feature at Montreal International Documentary Festival Special Jury Prize at Doclisboa (Portugal) Jury Special Mention at Namur IFF (Belgium) | Франция · Бельгия             |
| 6  | Планета Улитка                              | Planet of Snail                                 | Сен-Джун И             | Grand Jury Prize IDFA 2011, Best Documentary Award for It’s All True Film Festival | Япония · Республика Корея     |
| 7  | Отказаться от завтрашнего дня               | Give Up Tomorrow                                | Майкл Коллинз          | Audience Award at Tribeca Film Festival; Special Jury Prize for Best New Director at Tribeca Film Festival; Audience Award at Sheffield Doc/Fest; Activism Award at Michael Moore’s Traverse City Film Festival; Best Documentary at the Anchorage International Film Festival; Audience Award at the Antenna Sydney Documentary Festival; Audience Award at the Valencia Human Rights Festival in Spain; Human Rights Award at Docs Barcelona; Editing Award at Salem Film Fest; Audience Award at Movies that Matter Festival in The Hague; Audience Award at San Sebastian Human Rights Festival; Human Rights Award at Los Angeles Asian Pacific Festival | США · Филиппины               |
| 8  | Да здравствуют антиподы!                    | Vivas Las Antipodas!                            | Виктор Косаковский     | Venice IFF 2011 (2nd opening film) True / False FF 2012 (True Vision Award) Guadalajara IFF 2012 (Award for Best Iberoamerican Documentary) Thessaloniki IDF 2012 (WWF Award for the Best Film in the Habitat Section) Trento IFF 2012 (Golden Gentian — City of Trento Grand Prize in Int. Comp.) Message to Man IDF St. Petersburg 2011 (Award for Best Full-Length Documentary) | Россия · Германия             |
| 9  | Ядерная нация                               | Nuclear Nation                                  | Ацуси Фунахахи         | Berlin International Film Festival Documentary Competition, Hong Kong IFF Competition Docville International Film Festival, Belgium Competition Green Film Festival, Seoul Festival du Popoli, Italy | Япония                        |
| 10 | Джордж Харрисон: жизнь в материальном мире  | George Harrison: Living in the material world   | Мартин Скорсезе        | Nominated Best Documentary at BAFTA Awards Critics Choice Award at Broadcast Film Critics Association Awards - Golden Reel Award at Motion Picture Sound Editors, USA Top Five Documentaries at National Board of Review, USA | США                           |
| 11 | Африка: Кровь и красота                     |                                                 | Сергей Ястржембский    | Montreal World Film Festival, Documentaries of the World | Россия                        |
| 12 | 5 разбитых камер                            | 5 Broken Cameras                                | Эмад Бурнат, Ги Давиди | Louis Marcorelle Award — Cinéma du Réel Eurodok Award Sundance Directing Award for World Documentary IDFA Special Jury Award and Audience Award | Франция · Израиль · Палестина |
| 13 | Невидимая война                             | The invisible war                               | Керби Дик              | Audience Award, Sundance Human Rights Watch Film Festival Official Selection — San Francisco IFF Official Selection — Cleveland IFF Official Selection — Dallas IFF Official Selection — River Run IFF | США                           |
| 14 | Дети Гитлера                                | Hitler’s Children                               | Ханох Зэ’еви           | One World International Human Rights DFF Official Selection — Warsaw Int’l Film Festival Official Selection — IDFA Edge Documentary Film Festival, Israel Thessaloniki IFF 2012 The DOK Munich FF 2012 | Израиль                       |
| 15 | Здесь может быть ваша реклама               | This space Available                            | Гвенаэль Гобэ          | Official selection DOC NYC Festival, New York Official selection USA Film Festival, Dallas Official Selection TIFF, Next Wave Official Selection Worldfest Film Festival | США                           |

#### Конкурс документальных фильмов
| № | Фильм                  | Оригинальное название    | Режиссёр           | Страна                        |
| - | ---------------------- | ------------------------ | ------------------ | ----------------------------- |
| 1 | Чувственная математика | Colors of Math           | Екатерина Ерёменко | Россия · Германия             |
| 2 | Мир перед ней          | The world before her     | Ниша Пахуджа       | Канада · Индия                |
| 3 | Посол                  | The Ambassador           | Мадс Брюггер       | Дания                         |
| 4 | В поисках Шугармэна    | Searching for Sugar Man  | Малик Бенджеллуль  | Великобритания · ЮАР · Швеция |
| 5 | ТТ3D: Вырваться вперед | TT3D: Closer to the edge | Ричард Де Арагвес  | Великобритания                |
| 6 | Завтра                 | Tomorrow                 | Андрей Грязев      | Россия                        |
| 7 | Театр «Свобода»        | Theatre Svoboda          | Якуб Гейна         | Чехия                         |

### 2013 год

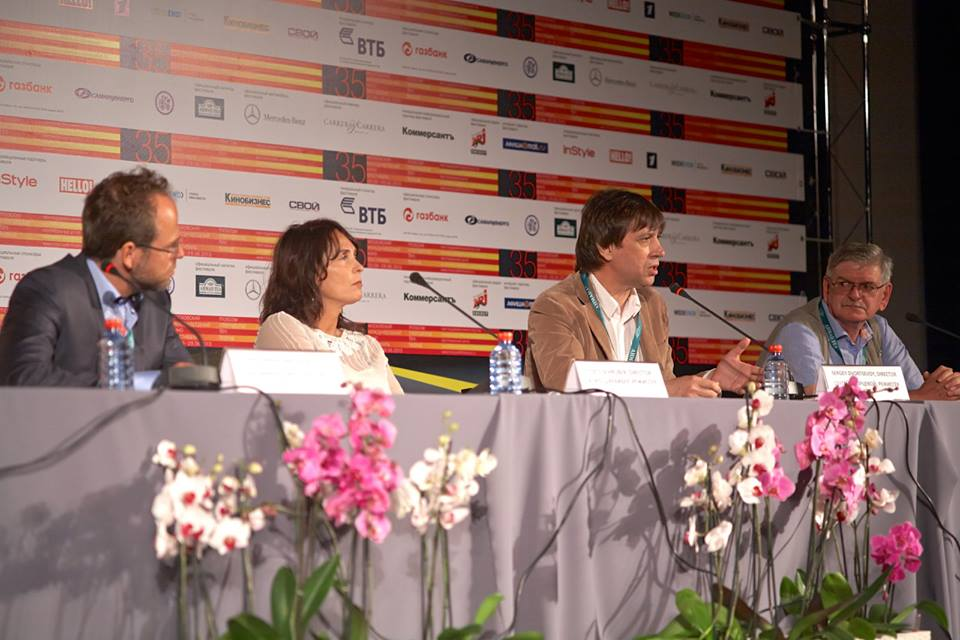
Пресс-конференция жюри

По итогам конкурса члены жюри отдали свои голоса за польский документальный фильм «Отец и сын».
Состав жюри 35 Московского Международного кинофестиваля: Сергей Дворцевой (Россия) — кинорежиссёр (председатель жюри); Клаас Даниэлсен — немецкий режиссёр, продюсер, программный директор кинофестиваля DOK Leipzig; Коко Шрайбер — голландская документалистка.

#### Программа «Свободная мысль»
| №  | Фильм                            | Оригинальное название              | Режиссёр                         | Награды | Страна                                 |
| -- | -------------------------------- | ---------------------------------- | -------------------------------- | --- | -------------------------------------- |
| 1  | Колумбийцы                       | Colombianos                        | Тора Мортенс                     | International Competition Documentary Film, DOK Leipzig, Germany; Golden Starfish Award For Best Documentary, Hamptons International Film Festival, USA; Special mention, Tempo Documentary Award, Tempo Dokumentärfilmfestival, Sweden; | Финляндия · Швеция                     |
| 2  | Драконовы девушки                | Dragon Girls                       | Иниго Вестмайер                  | Best International Feature Documentary Award, Hot Docs 2013 | Германия                               |
| 3  | Кровный брат                     | Blood Brother                      | Стив Хувер                       | Sundance 2013 Grand Jury Prize, Sundance 2013 Audience Award, Hot Docs 2013 Audience Award, Thessaloniki Documentary Festival Audience Award, International Section, Atlanta 2013 Audience Award for Best Feature, Big Sky Documentary Festival Best Feature, Thin Line Documentary Festival Audience Award                                                                                | США                                    |
| 4  | Привратники                      | The Gatekeepers                    | Дрор Морех                       | Nominated for Best Documentary Feature at the 85th Academy Awards, Los Angeles Film Critics Association Award for Best Documentary Film, Best Nonfiction Film of 2012 by the National Society of Film Critics | Израиль · Германия · Франция · Бельгия |
| 5  | Крошка из Бельвилля              | Belleville Baby                    | Миа Энгберг                      | Tempo Documentary Award, 2013 Special Mention, Göteborg International Film Festival, 2013 | Швеция                                 |
| 6  | Остров Чар — ничья земля         | Char… The No-Man’s Island          | Сурав Саранджи                   | Jury Special Mention at Dokfest Munich, 2012 Best Documentary Film and Best Director in the Feature Documentary Category, SIMA 2013 Golden Kapok Award, (Best Direction) GZ DOC, China, 2012 Best Documentary Award ChopShots, Indonesia, 2012 Special Mention, Dubai International Film Festival, UAE, 2012                                                                               | Япония · Индия · Италия · Норвегия     |
| 7  | Двоюродный дядя                  | First Cousin Once Removed          | Алан Берлинер                    | Grand Prix, IDFA VPRO Award, 2012 | США                                    |
| 8  | Пальме                           | Palme                              | Кристина Линдстрём, Мод Нюкандер | Best Music, The Guldbagge Award, 2013 Best Editing, The Guldbagge Award, 2013 Nominated for the Best Documentary, Guldbagge Award, 2013 | Дания · Швеция                         |
| 9  | Настоящая жизнь                  | Pura Vida // The Ridge             | Пабло Ирабуру                    | San Sebastián International Film Festival, Best Basque Film Winner of the 4th BCN Sports Film Festival, Special Mention Documentary Film IBAFF, Golden Gentian, Best film of mountains, Trento Mountain Film Festival | Испания                                |
| 10 | Чёрный плавник                   | Blackfish                          | Габриэла Каупертуэйт             | Official Selection, Sundance Film Festival 2013, Nomination for Special Jury Award at Sheffield Doc/Fest 2013, Audience Award at Green Film Festival in Seoul 2013 | США                                    |
| 11 | Вуди Аллен                       | Woody Allen: A Documentary         | Роберт Б. Уайде                  | | США                                    |
| 12 | Истории, которые мы рассказываем | Stories We Tell                    | Сара Полли                       | Ted Rogers Best Feature Length Documentary, Genie Awards, 2013 Best Documentary, Toronto Film Critics Association Awards, 2013 Best Canadian Film, Toronto Film Critics Association Awards, 2013 | Канада                                 |
| 13 | Дымные горы                      | Cloudy Mountains                   | Чжу Юй                           | WINNER -‐ Special Jury Prize — International Feature Documentary, Hot Docs 2013, International Competition Documentary Film, Healthy Workplaces Film Award at DOK Leipzig 2013 | Чили                                   |
| 14 | Акт убийства                     | The Act of Killing                 | Джошуа Оппенхаймер               | DOX:AWARD, CPH:DOX 2012 Oecumenical Prize, Berlinale 2013 Audience Award Best Documentary, Berlinale 2013 Best Film, One World Human Rights Film Festival 2013 Grand Prix for Best Film, Lisboa International Independent Film Festival 2013 Grand Prix for Best Film, Belgrade, Beldoc 2013 Audience Award, Madrid, Documenta Madrid 2013 Jury’s 1st Prize, Madrid, Documenta Madrid 2013 | Дания · Норвегия · Великобритания      |

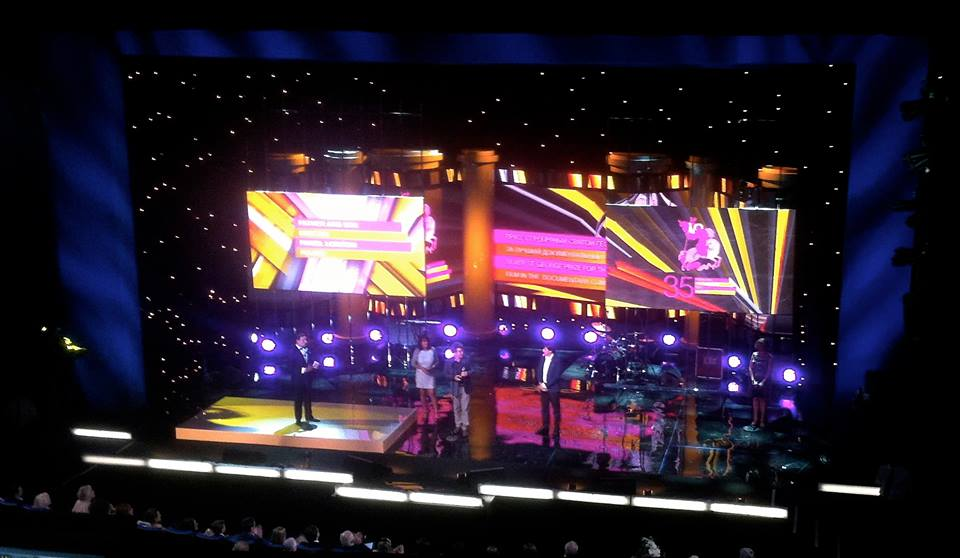
Приз «СЕРЕБРЯНЫЙ СВЯТОЙ ГЕОРГИЙ» за лучший документальный фильм «ОТЕЦ И СЫН» режиссёр Павел Лозинский (Польша, 2013)

| 15 | Лестница II — Последний шанс     | The Staircase II — The Last Chance | Жан-Ксавье де Листрад            | IDFA Feature — length Competition Thessaloniki IDFF Official Selection | Франция                                |

#### Конкурс документальных фильмов
| № | Фильм                      | Оригинальное название              | Режиссёр        | Страна                  |
| - | -------------------------- | ---------------------------------- | --------------- | ----------------------- |
| 1 | А кто учил тебя водить?    | And Who Taught You to Drive        | Андреа Тиле     | Германия                |
| 2 | Холокост — клей для обоев? | Holocaust-Is it a wallpaper paste? | Мумин Шакиров   | Россия                  |
| 3 | Отец и сын                 | Father and son                     | Павел Лозинский | Польша                  |
| 4 | Темная материя любви       | The Dark Matter of Love            | Сара Маккарти   | Великобритания          |
| 5 | Катастрофическая коллекция | The Crash Reel                     | Люси Уокер      | США                     |
| 6 | Гений Мариан               | The Genius of Marian               | Анна Фритч      | США                     |
| 7 | Приговорённые              | THE CONDEMNED                      | Марк Франкетти  | Великобритания · Россия |

#### Внеконкурсная программа «Олимпийское движение. Хроники»
| № | Фильм                                    | Оригинальное название                      | Режиссёр                    | Страна    |
| - | ---------------------------------------- | ------------------------------------------ | --------------------------- | --------- |
| 1 | Белый стадион                            | Das weiße Stadion                          | Арнольд Фанк, Отмар Гуртнер | Швейцария |
| 2 | Олимпиада в Токио                        | Tôkyô orinpikku                            | Кон Итикава                 | Япония    |
| 3 | Олимпия. Часть первая — Праздник народов | Olympia. Part I — Festival of Nations      | Ле́ни Рифеншталь             | Германия  |
| 4 | Олимпия. Часть вторая — Праздник красоты | Olympia. Part II — Festival of beauty      | Ле́ни Рифеншталь             | Германия  |
| 5 | 13 дней во Франции                       | 13 Jours en France (Challenge in the Snow) | Клод Лелуш                  | Франция   |
| 6 | О спорт, ты — мир!                       | Oh, sport, You are Peace!                  | Юрий Озеров                 | СССР      |
| 7 | Марафон                                  | Marathon                                   | Карлос Саура                | Испания   |

### 2014 год

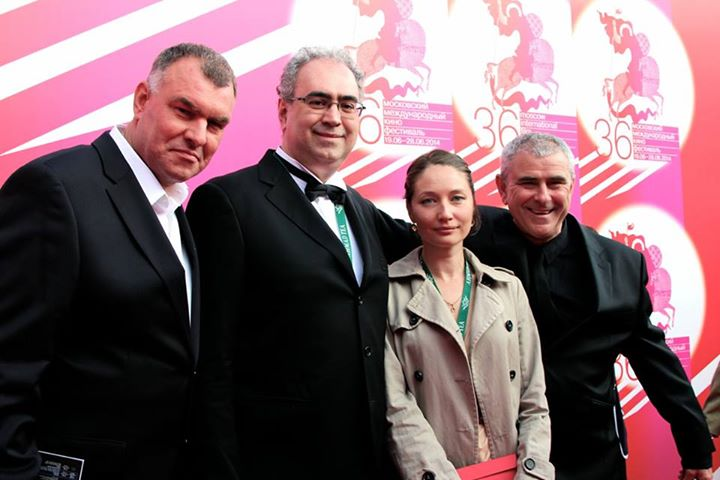
Сергей Мирошниченко с жюри документальной программы

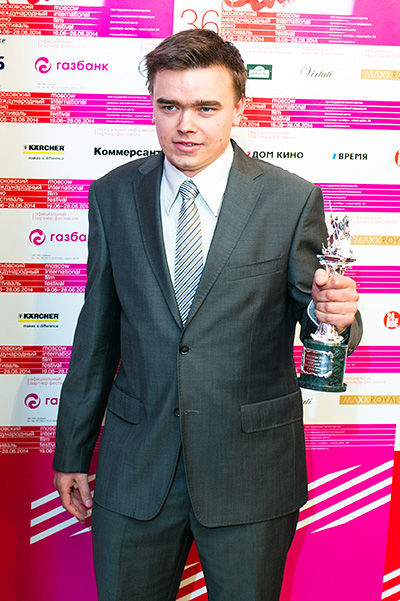
режиссёр Ян Матушинский

В состав жюри были приглашены британский кинорежиссёр Шон Макаллистер, Амир Лабаки — основатель и директор самого крупного фестиваля документального кино в Латинской Америке É tudo verdade в Сан Пауло, и российский режиссёр Алина Рудницкая. Жюри отдало предпочтение картине Яна Матушинского «Глубокая Любовь». Приз зрительский симпатий достался фильму «Зеленый принц» Надава Ширмана.

#### Программа «Свободная мысль»
| №  | Фильм                   | Оригинальное название     | Режиссёр                                                                                 | Награды | Страна                                  |
| -- | ----------------------- | ------------------------- | ---------------------------------------------------------------------------------------- | --- | --------------------------------------- |
| 1  | Двадцать шагов до славы | Twenty feet from stardom  | Морган Невилл                                                                            | Обладатель премии «Оскар» | США                                     |
| 2  | Неизвестный известный   | The Unknown known         | Эррол Моррис                                                                             | Участник основной конкурсной программы Венецианского кинофестиваля                                                                                                   | США                                     |
| 3  | Песни леса              | Songs from the forest     | Михаэль Оберт                                                                            | Главный Приз Международного кинофестиваля IDFA за лучший полнометражный фильм                                                                                        | Германия                                |
| 4  | Храмы Культуры          | Cathedrals of Culture     | Вим Вендерс, Михаэль Главоггер, Роберт Редфорд, Майкл Мэдсен, Карим Эиноз и Маргрет Олин | Участник Берлинского кинофестиваля | Германия · Дания · Австралия · Норвегия |
| 5  | Навести и нажать        | Point and Shoot           | Маршалл Карри                                                                            | Главный приз за лучший документальный фильм кинофестиваля в Трайбеке                                                                                                 | США                                     |
| 6  | Доживем до августа      | Waiting for August        | Теодора Ана Михай                                                                        | Главный приз за лучший международный полнометражный фильм кинофестиваля HotDocs                                                                                      | Бельгия · Румыния                       |
| 7  | Рич Хилл                | Rich Hill                 | Трейси Дроз Трагос, Эндрю Дроз Палермо                                                   | Гран-при Международного конкурса кинофестиваляв в Сандансе | США                                     |
| 8  | Красная Армия           | Red Army                  | Гейб Польски                                                                             | Фильм открытия 36 ММКФ | США · Россия                            |
| 9  | Посетители              | Visitors                  | Годфри Реджио                                                                            | | США                                     |
| 10 | Книга                   | The Book                  | Виталий Манский                                                                          | | Россия                                  |
| 11 | Смерть рабочего         | Workingman’s Death        | Михаэль Главоггер                                                                        | Приз ФИПРЕССИ Международного кинофестиваля в Лейпциге, 2005 Приз Лондонского кинофестиваля, 2005 Гран При Международного кинофестиваля «Золотой Абрикос», 2005 и др. | Австралия                               |
| 12 | Моана южных морей       | Moana of the South Seas   | Роберт Флэарти                                                                           | Мировая премьера восстановленной звуковой версии фильма Флаэрти | США                                     |
| 13 | Бич Бой                 | Beach Boy                 | Эмиль Лангбаль                                                                           | Лучший документальный фильм кинофестиваля в Тампере Лучший короткометражный фильм кинофестиваля в Карловых Варах Приз зрительских симпатий кинофестиваля в Салониках | Великобритания, · Кения                 |
| 14 | Йоанна                  | Joanna                    | Анна Копач                                                                               | Специальный приз жюри кинофестиваля Planete Doc Приз молодёжного жюри кинофестиваля в Лейпциге Специальный приз жюри кинофестиваля DocuDays UA                       | Польша                                  |
| 15 | Борщ по-русски          | Borscht, a Russian Recipe | Марина Кинтанилья                                                                        | Лучший короткометражный фильм кинофестиваля в Сан-Пауло | Бразилия                                |

#### Конкурс документальных фильмов
| № | Фильм              | Оригинальное название | Режиссёр                | Страна                              |
| - | ------------------ | --------------------- | ----------------------- | ----------------------------------- |
| 1 | Дневник Шехерезады | Scheherazade’s Diary  | Зейна Даккаш            | Ливан                               |
| 2 | Казус Блохера      | L’experience Blocher  | Жан-Стефан Брон         | Швейцария · Франция                 |
| 3 | Глубокая любовь    | Deep Love             | Ян Матушинский          | Польша                              |
| 4 | Сетевой торчок     | Web Junkie            | Шош Шлам, Хилла Медалия | США · Израиль                       |
| 5 | Зелёный принц      | The Green Prince      | Надав Ширман            | Германия · Израиль · Великобритания |
| 6 | Ложь Армстронга    | The Armstrong Lie     | Алекс Гибни             | США                                 |
| 7 | Cardiopolitika     | Cardiopolitika        | Светлана Стрельникова   | Россия                              |
| 8 | Счастье            | Happiness             | Thomas Balmès           | Франция · Финляндия                 |

### 2015 год

#### Программа «Свободная мысль»
| №  | Фильм                                     | Оригинальное название                             | Режиссёр                                      | Награды | Страна                         |
| -- | ----------------------------------------- | ------------------------------------------------- | --------------------------------------------- | --- | ------------------------------ |
| 1  | Взгляд тишины                             | The Look of Silence                               | Джошуа Оппенхаймер                            | Гран-при и приз жюри ФИПРЕССИ Венецианского кинофестиваля DOX:AWARD Приз Human Rights Nights Берлинского кинофестиваля.                                                             | Индонезия · Дания              |
| 2  | Перламутровая пуговица                    | El botón de nácar                                 | Патрисио Гусман                               | Приз за лучший сценарий Приз экуменического жюри Берлинале | Франция · Чили · Испания       |
| 3  | Домингиньос                               | Dominguinhos                                      | Жоаким Кастру, Эдуарду Назарян, Мариана Айдар | | Бразилия                       |
| 4  | В погоне за мечтой                        | Dreamcatcher                                      | Ким Лонджинотто                               | Приз за лучшую режиссуру кинофестиваля в Санденсе | Великобритания                 |
| 5  | Молодежь Германии                         | Une Jeunesse Allemande                            | Жан-Габриэль Перьо                            | Призы кинофестивалей DocAviv, Cinema du Reel, Visions du Reel | Франция · Швейцария · Германия |
| 6  | Я — народ                                 | Je suis le people                                 | Анна Руссийон                                 | Лучший документальный фильм кинофестиваля в Йихлаве Golden Firebird Award на Международном кинофестивале в Гонконге                                                                 | Франция · Египет               |
| 7  | Тото и его сестры                         | Toto and his sisters                              | Александр Нанау                               | Специальный приз жюри, приз экуминического жюри кинофестиваля в Лейпциге Приз зрительских симпатий Festival dei Popoli Лучший документальный фильм Варшавского кинофестиваля.       | Румыния                        |
| 8  | Просветление: сайентология и причуды веры | Going Clear: Scientology And The Prison Of Belief | Алекс Гибни                                   | | США                            |
| 9  | Дорогая, не пересекай эту реку            | My Love Don’t Cross That River                    | Чин Моенг                                     | Приз зрительских симпатий Международного фестиваля документального кино DMZ Приз за лучший документальный фильм KOFRA Film Awards Самый кассовый документальный фильм в Южной Корее | Республика Корея               |
| 10 | Китайский мэр                             | Chinese Mayor                                     | Чжоу Хао                                      | Специальный приз жюри кинофестиваля в Санденсе Приз жюри кинофестиваля RiverRun | Китай                          |
| 11 | О мужчинах и войне                        | Of Men and War                                    | Лоран Бекю-Ренар                              | Приз за лучший полнометражный фильм фестиваля документального кино в Амстердаме IDFA                                                                                                | Франция · Швейцария            |
| 12 | Правда Сноудена                           | Citizenfour                                       | Лора Пойтрас                                  | Лауреат премии «Оскар», «Бафта», Премии Гильдии режиссёров США и др. | США · Германия                 |

#### Конкурс документальных фильмов
| № | Фильм                 | Оригинальное название        | Режиссёр        | Страна                      |
| - | --------------------- | ---------------------------- | --------------- | --------------------------- |
| 1 | Гонка на вымирание    | Racing Extinction            | Луи Сайхойос    | США                         |
| 2 | Экстаз Вилко Джонсона | The Ecstasy of Wilko Johnson | Джуллиан Темпл  | Великобритания,             |
| 3 | Ларисина Артель       |                              | Елена Ласкари   | Россия                      |
| 4 | Земля Картелей        | Земля Картелей               | Мэттью Хейнеман | США · Мексика               |
| 5 | Пришествие            | The Visit                    | Майкл Мэдсен    | Австрия · Дания · Финляндия |
| 6 | Юный патриот          | A Young Patriot              | Ду Хайбинь      | Франция                     |
| 7 | Ночной кошмар         | The Nightmare                | Родни Ашер      | США                         |